# Formiranje zvezda
Formiranje zvezda je proces putem koga guste oblasti unutar molekularnih oblaka u međuzvezdanom prostoru, koje se ponekad nazivaju „zvezdanim rasadnicima” ili „regionima formiranja zvezda”, kolapsiraju i formiraju zvezde. Kao grana astronomije, formiranje zvezda obuhvata proučavanje međuzvezdanog medija (ISM) i gigantskih molekularnih oblaka (GMC) kao prekurzora procesa formiranja zvezda i proučavanje protozvezda i mladih zvezdanih objekata kao neposrednih proizvoda. Formiranje zvezda je usko povezano sa formacijom planeta, još jednom granom astronomije. Teorija formiranja zvezda, kao i razmatranje formiranja pojedinačne zvezde, takođe moraju da uzmu u obzir statistiku binarnih zvezda i funkciju početne mase. Većina zvezda se ne formira izolovano, već kao deo grupe zvezda koja se naziva zvezdani klaster ili stelarna asocijacija.

## Zvezdani rasadnici

### Međuzvezdani oblaci
Spiralna galaksija poput Mlečnog puta sadrži zvezde, zvezdane ostatke i difuzni međuzvezdani medijum (ISM) od gasa i prašine. Međuzvezdani medijum se sastoji od 10-4 do 106 čestica po 3 i tipično se sastoji od oko 70% masenih procenta vodonika, pri čemu najveći deo preostalog gasa helijum. Ovaj medijum je hemijski obogaćen tragovima težih elemenata koji su izbačeni iz zvezda koje su premašile kraj njihovog životnog veka u glavnom nizu. Regioni veće gustine međuzvezdane sredine formiraju oblake ili difuzne magline, gde se formiraju zvezde. Za razliku od spirala, eliptična galaksija gubi hladnu komponentu svog međuzvezdanog medija za oko milijardu godina, što sprečava galaksiju da formira difuzne magline osim putem spajanja sa drugim galaksijama.
U gustim maglinama gde se formiraju zvezde, veliki deo vodonika je u molekularnoj (H2) formi, tako da se ove magline nazivaju molekularnim oblacima. Zapažanja pokazuju da najhladniji oblaci imaju tendenciju da formiraju zvezde male mase, najpre uočene u infracrvenom opsegu unutar oblaka, zatim u vidljivoj svetlosti na njihovoj površini kada se oblaci rasprše, dok gigantski molekularni oblaci, koji su generalno topliji, proizvode zvezde svih masa. Ovi gigantski molekularni oblaci imaju tipičnu gustinu od 100 čestica po cm³, prečnike 100 ly (9,5×1014 km), mase do 6 miliona solarnih masa (M☉), i prosečne unutrašnje temperature od 10  Oko polovine ukupne mase galaktičkog ISM-a se nalazi u molekularnim oblacima, i u Mlečnom putu se procenjuje da postoji oko 6.000 molekularnih oblaka, svaki sa više od 100,000 M☉. Najbliža maglina Suncu gde se formiraju masivne zvezde je maglina Orion, udaljena 1.300 ly (1,2×1016 km). Međutim, formiranje zvezda niže mase se događa na rastojanju od oko 400–450 svetlosnih godina kompleksu oblaka ρ Ofiuči.
Kompaktnije mesto formiranja zvezda su neprozirni oblaci gustog gasa i prašine poznati kao Bokove globule, nazvane po astronomu Bartu Boku. One se mogu formirati u kontekstu kolapsa molekularnih oblaka ili možda nezavisno. Bokove globule su obično imaju do jedne svetlosne godine popreko i sadrže nekoliko solarnih masa. One se mogu uočiti kao silute tamnih oblaka koje se ocrtavaju na svetloj emisionoj maglini ili pozadinskim zvezdama. Utvrđeno je da više od pola poznatih Bokovih globula sadrži novonastale zvezde.

## Literatura
- Mo, Houjun; van den Bosch, Frank; White, Simon (јун 2010), Galaxy Formation and Evolution (1 изд.), Cambridge University Press, ISBN 978-0521857932
- Eggen, O. J.; Lynden-Bell, D.; Sandage, A. R. (1962). „Evidence from the motions of old stars that the Galaxy collapsed”. The Astrophysical Journal. 136: 748. Bibcode:1962ApJ...136..748E. doi:10.1086/147433.
- Searle, L.; Zinn, R. (1978). „Compositions of halo clusters and the formation of the galactic halo”. The Astrophysical Journal. 225: 357—379. Bibcode:1978ApJ...225..357S. doi:10.1086/156499.
- White, Simon; Rees, Martin (1978). „Core condensation in heavy halos: a two-stage theory for galaxy formation and clustering.”. MNRAS. 183 (3): 341—358. Bibcode:1978MNRAS.183..341W. doi:10.1093/mnras/183.3.341 .
- Christensen, L.L.; de Martin, D.; Shida, R.Y. (2009). Cosmic Collisions: The Hubble Atlas of Merging Galaxies. Springer. ISBN 9780387938530.
- Steinmetz, Matthias; Navarro, Julio F. (2002-06-01). „The hierarchical origin of galaxy morphologies”. New Astronomy. 7 (4): 155—160. Bibcode:2002NewA....7..155S. CiteSeerX 10.1.1.20.7981 . S2CID 14153669. arXiv:astro-ph/0202466 . doi:10.1016/S1384-1076(02)00102-1.
- Kim, Dong-Woo (2012). Hot Interstellar Matter in Elliptical Galaxies. New York: Springer. ISBN 978-1-4614-0579-5.
- Churazov, E.; Sazonov, S.; Sunyaev, R.; Forman, W.; Jones, C.; Böhringer, H. (2005-10-01). „Supermassive black holes in elliptical galaxies: switching from very bright to very dim”. Monthly Notices of the Royal Astronomical Society: Letters (на језику: енглески). 363 (1): L91—L95. Bibcode:2005MNRAS.363L..91C. ISSN 1745-3925. S2CID 119379229. arXiv:astro-ph/0507073 . doi:10.1111/j.1745-3933.2005.00093.x.
- Gebhardt, Karl; Bender, Ralf; Bower, Gary; Dressler, Alan; Faber, S. M.; Filippenko, Alexei V.; Richard Green; Grillmair, Carl; Ho, Luis C. (2000-01-01). „A Relationship between Nuclear Black Hole Mass and Galaxy Velocity Dispersion”. The Astrophysical Journal Letters (на језику: енглески). 539 (1): L13. Bibcode:2000ApJ...539L..13G. ISSN 1538-4357. S2CID 11737403. arXiv:astro-ph/0006289 . doi:10.1086/312840.
- Barnes, Joshua E. (1989-03-09). „Evolution of compact groups and the formation of elliptical galaxies”. Nature (на језику: енглески). 338 (6211): 123—126. Bibcode:1989Natur.338..123B. S2CID 4249960. doi:10.1038/338123a0.
- „Current Science Highlights: When Galaxies Collide”. www.noao.edu. Приступљено 2016-04-25.
- Saintonge, Amelie. „What happens when galaxies collide? (Beginner) - Curious About Astronomy? Ask an Astronomer”. curious.astro.cornell.edu. Приступљено 2016-04-25.
- Cox, T. J.; Loeb, Abraham (2008-05-01). „The collision between the Milky Way and Andromeda”. Monthly Notices of the Royal Astronomical Society (на језику: енглески). 386 (1): 461—474. Bibcode:2008MNRAS.386..461C. ISSN 0035-8711. S2CID 14964036. arXiv:0705.1170 . doi:10.1111/j.1365-2966.2008.13048.x.
- „Giant Galaxies Die from the Inside Out”. www.eso.org. European Southern Observatory. Приступљено 21. 4. 2015.
- Carroll, Bradley W.; Ostlie, Dale A. (2007). An Introduction to Modern Astrophysics. New York: Pearson. ISBN 978-0805304022.
- Blanton, Michael R.; Hogg, David W.; Bahcall, Neta A.; Baldry, Ivan K.; Brinkmann, J.; Csabai, István; Daniel Eisenstein; Fukugita, Masataka; Gunn, James E. (2003-01-01). „The Broadband Optical Properties of Galaxies with Redshifts 0.02 < z < 0.22”. The Astrophysical Journal (на језику: енглески). 594 (1): 186. Bibcode:2003ApJ...594..186B. ISSN 0004-637X. S2CID 67803622. arXiv:astro-ph/0209479 . doi:10.1086/375528.
- Faber, S. M.; Willmer, C. N. A.; Wolf, C.; Koo, D. C.; Weiner, B. J.; Newman, J. A.; Im, M.; Coil, A. L.; C. Conroy (2007-01-01). „Galaxy Luminosity Functions to z 1 from DEEP2 and COMBO-17: Implications for Red Galaxy Formation”. The Astrophysical Journal (на језику: енглески). 665 (1): 265—294. Bibcode:2007ApJ...665..265F. ISSN 0004-637X. S2CID 15750425. arXiv:astro-ph/0506044 . doi:10.1086/519294.
- Blanton, Michael R. (2006-01-01). „Galaxies in SDSS and DEEP2: A Quiet Life on the Blue Sequence?”. The Astrophysical Journal (на језику: енглески). 648 (1): 268—280. Bibcode:2006ApJ...648..268B. ISSN 0004-637X. S2CID 119426210. arXiv:astro-ph/0512127 . doi:10.1086/505628.
- Gabor, J. M.; Davé, R.; Finlator, K.; Oppenheimer, B. D. (2010-09-11). „How is star formation quenched in massive galaxies?”. Monthly Notices of the Royal Astronomical Society (на језику: енглески). 407 (2): 749—771. Bibcode:2010MNRAS.407..749G. ISSN 0035-8711. S2CID 85462129. arXiv:1001.1734 . doi:10.1111/j.1365-2966.2010.16961.x.
- Kereš, Dušan; Katz, Neal; Davé, Romeel; Fardal, Mark; Weinberg, David H. (2009-07-11). „Galaxies in a simulated ΛCDM universe – II. Observable properties and constraints on feedback”. Monthly Notices of the Royal Astronomical Society (на језику: енглески). 396 (4): 2332—2344. Bibcode:2009MNRAS.396.2332K. ISSN 0035-8711. S2CID 4500254. arXiv:0901.1880 . doi:10.1111/j.1365-2966.2009.14924.x.
- Peng, Y.; Maiolino, R.; Cochrane, R. (2015). „Strangulation as the primary mechanism for shutting down star formation in galaxies”. Nature. 521 (7551): 192—195. Bibcode:2015Natur.521..192P. PMID 25971510. S2CID 205243674. arXiv:1505.03143 . doi:10.1038/nature14439.
- Bianconi, Matteo; Marleau, Francine R.; Fadda, Dario (2016). „Star formation and black hole accretion activity in rich local clusters of galaxies”. Astronomy & Astrophysics. 588: A105. Bibcode:2016A&A...588A.105B. S2CID 56310943. arXiv:1601.06080 . doi:10.1051/0004-6361/201527116.
- Kereš, Dušan; Katz, Neal; Fardal, Mark; Davé, Romeel; Weinberg, David H. (2009-05-01). „Galaxies in a simulated ΛCDM Universe – I. Cold mode and hot cores”. Monthly Notices of the Royal Astronomical Society (на језику: енглески). 395 (1): 160—179. Bibcode:2009MNRAS.395..160K. ISSN 0035-8711. S2CID 15020915. arXiv:0809.1430 . doi:10.1111/j.1365-2966.2009.14541.x.
- Di Matteo, Tiziana; Springel, Volker; Hernquist, Lars (2005). „Energy input from quasars regulates the growth and activity of black holes and their host galaxies”. Nature (Submitted manuscript). 433 (7026): 604—607. Bibcode:2005Natur.433..604D. PMID 15703739. S2CID 3007350. arXiv:astro-ph/0502199 . doi:10.1038/nature03335.
- Mutch, Simon J.; Croton, Darren J.; Poole, Gregory B. (2011-01-01). „The Mid-life Crisis of the Milky Way and M31”. The Astrophysical Journal (на језику: енглески). 736 (2): 84. Bibcode:2011ApJ...736...84M. ISSN 0004-637X. S2CID 119280671. arXiv:1105.2564 . doi:10.1088/0004-637X/736/2/84.

## Spoljašnje veze
- NOAO gallery of galaxy images Архивирано 2 август 2002 на сајту 
  - Image of Andromeda galaxy (M31) Архивирано 21 октобар 2002 на сајту
- Javascript passive evolution calculator for early type (elliptical) galaxies
- Video on the evolution of galaxies by Canadian astrophysicist Doctor P